# یلابوگا
شهر یلابوگا (به روسی: Елабуга) در کشور روسیه و در جمهوری تاتارستان واقع شده‌است.